# Lepyrodia
Genre
Classification phylogénétique
Lepyrodia est un genre de plantes monocotylédones de la famille des Restionaceae endémique en Australie.

## Liste d'espèces
Selon World Checklist of Selected Plant Families (WCSP) (3 févr. 2011) :
- Lepyrodia anarthria F.Muell. (1873)
- Lepyrodia drummondiana Steud. (1855)
- Lepyrodia flexuosa (Benth.) L.A.S.Johnson & O.D.Evans (1963)
- Lepyrodia glauca (Nees) F.Muell. (1873)
- Lepyrodia heleocharoides Gilg (1904)
- Lepyrodia hermaphrodita R.Br. (1810)
- Lepyrodia leptocaulis L.A.S.Johnson & O.D.Evans (1963)
- Lepyrodia macra Nees (1841)
- Lepyrodia monoica F.Muell. (1873)
- Lepyrodia muelleri Benth. (1878)
- Lepyrodia muirii F.Muell. (1873)
- Lepyrodia scariosa R.Br. (1810)
- Lepyrodia valliculae J.M.Black (1928)

Selon NCBI (3 févr. 2011) :
- Lepyrodia glauca
- Lepyrodia heleocharoides
- Lepyrodia muirii
- Lepyrodia scariosa
- Lepyrodia sp. NSW212078
- Lepyrodia sp. NSW367951
- Lepyrodia sp. NSW612795
- Lepyrodia sp. NSW713980
- Lepyrodia sp. NSW716090